# Midnight Express (soundtrack)
Midnight Express is de originele soundtrack, gecomponeerd door Giorgio Moroder voor de film Midnight Express uit 1978 van Alan Parker. Het album werd uitgebracht op 6 oktober 1978 door Casablanca Records.

## Achtergrond
Midnight Express won de Oscar voor beste originele muziek in 1979. Het is de eerste soundtrack die volledig met synthesizers is gecomponeerd en deze prijs won.

## Tracklijst
Alle muziek en teksten zijn geschreven door Giorgio Moroder, tenzij anders vermeld. 
| 1.                 | Chase                                                                                  | 8:24 |
| 2.                 | Love's Theme                                                                           | 5:33 |
| 3.                 | (Theme From) Midnight Express                                                          | 4:39 |
| 4.                 | Istanbul Blues (Vocal) – David Castle (David Castle, William Hayes, Oliver Stone)      | 3:17 |
| 5.                 | The Wheel                                                                              | 2:24 |
| 6.                 | Istanbul Opening                                                                       | 4:43 |
| 7.                 | Cacaphoney                                                                             | 2:58 |
| 8.                 | (Theme From) Midnight Express (Vocal) – Chris Bennett (Giorgio Moroder, Chris Bennett) | 4:47 |
| Totale duur: 37:00 |                                                                                        |      |

## Opnames
- Musicland Studios in München
- Larrabee Sound Studios in Los Angeles
- Westlake Audio in Los Angeles
- Allen Zentz Recording in Los Angeles

## Personeel
- Drums, percussie – Alan Estes, Keith Forsey
- Elektronica – Greg Mathieson
- Elektronica, gearrangeerd door, dirigent, regie – Harold Faltermeyer
- Elektronica, gearrangeerd door, gemixt door [mixdown], geschreven door, gecomponeerd door, producer, dirigent, regie – Giorgio Moroder
- Technicus – Gerhard Vates
- Technicus, gemixt door [mixdown] – Jürgen Koppers
- Graphics – Gribbitt!
- Mastering door – Allen Zentz

## Prijzen en nominaties
| Jaar | Prijs                 | Categorie                                                              | Genomineerde(n)                            | Uitslag     |
| ---- | --------------------- | ---------------------------------------------------------------------- | ------------------------------------------ | ----------- |
| 1979 | Academy Award (Oscar) | Beste originele muziek                                                 | Giorgio Moroder                            | Gewonnen    |
| 1979 | Golden Globe          | Beste originele muziek                                                 | Giorgio Moroder                            | Gewonnen    |
| 1979 | Grammy Award          | Beste album of originele muziek geschreven voor een film of tv-special | Giorgio Moroder, Billy Hayes, Oliver Stone | Genomineerd |